# 長山弥一
長山 弥一（ながやま やいち、1848年（天保元年）- 明治32年）は、日本の柔術家。
気楽流柔術師範や免許皆伝（14世）として知られた。　

## 略歴
11世飯塚臥龍斎並びにその養子12世飯塚義高、その子、13世飯塚龍之輔興高から気楽流を学ぶ。新田郡高根村（後の新田郡綿内村、現群馬県太田市新田大根町）生まれ。
嘉衛5年に義高帯刀に入門、その子、龍之介興高からも教授を受け　文久元年免許皆伝　元治元年に、大根村領主であった加納遠江守の武練組役となる。明治3年に帰農。
岡部正春、高山辰二郎らほか多数の門弟を育て、弟弟子にあたる飯塚猪早司義興に免許を授与ける。